# Joensuun Kataja
El Joensuun Kataja Basket es un equipo de baloncesto finlandés con sede en la ciudad de Joensuu, que compite en la Korisliiga. Disputa sus partidos en el Motonet Arena, con capacidad para 2500 espectadores.

## Palmarés
- Campeonato de Finlandia (2): 2015, 2017
  - Subcampeón: 2003, 2006, 2009, 2011, 2012, 2014
  - Terceros: 2002, 2005, 2007, 2013

- Copa de Finlandia (3): 2002, 2011, 2012
  - Subcampeón: 2005

- Cuartos de final FIBA EuroChallenge: 2012-2013

- Campeón 1st Division (2 División): 2001

## Temporadas
| Temporada | Novel | Liga       | Pos. | Copa de Finlandia | Competiciones europeas | Competiciones europeas | Competiciones europeas |
| --------- | ----- | ---------- | ---- | ----------------- | ---------------------- | ---------------------- | ---------------------- |
| 2010–11   | 1     | Korisliiga | 2º   | Campeón           |                        |                        |                        |
| 2011–12   | 1     | Korisliiga | 2º   | Campeón           |                        |                        |                        |
| 2012–13   | 1     | Korisliiga | 3º   |                   | 3 EuroChallenge        | QF                     | 6–8                    |
| 2013–14   | 1     | Korisliiga | 2º   |                   | 3 EuroChallenge        | TR                     | 2–4                    |
| 2014–15   | 1     | Korisliiga | 1º   |                   | 3 EuroChallenge        | TR                     | 0–6                    |
| 2015–16   | 1     | Korisliiga | 5º   |                   | 3 FIBA Europe Cup      | R32                    | 5–7                    |
| 2016–17   | 1     | Korisliiga | 1º   |                   | 3 Champions League     | TR                     | 6–8                    |
| 2016–17   | 1     | Korisliiga | 1º   |                   | 4 FIBA Europe Cup      | R16                    | 0–2                    |
| 2017–18   | 1     | Korisliiga | 6º   |                   | 3 Champions League     | QR3                    | 1–1–2                  |
| 2017–18   | 1     | Korisliiga | 6º   |                   | 4 FIBA Europe Cup      | R2                     | 4–8                    |

1. ↑  La competición de copa dejó de celebrarse después de 2013

## Números retirados
- Leon Huff - #9
- Eero Oksava - #11
- Petri Virtanen - #14
- Sami Lehtoranta - #15

## Jugadores destacados
| - Martti Kuisma - Sami Laaksonen - Jyri Lehtonen - Pekka Markkanen - Jukka Toijala - Eero Oksava - Sami Lehtoranta - Petri Virtanen - Teemu Rannikko - Samuel Haanpää - Bastian Kordyaka - Robert Arnold - Marc Axton - Terry Black - Larry Blair - Nick Bradford - Quinnel Brown | - Kendall Chones - Kristian Clarkson - Daniel Coleman - Jason Conley - Daviin Davis - Darren Fells - Jerald Fields - Jonte Flowers - Trevor Gaines - Brock Gillespie - John Green - Brian Greene - Quincy Hall - Louis Hinnant - Garrius Holloman - Ken Horton - Carl Howell | - Jeb Ivey - Michael King - Joey Knight - Tom Knight - Luke Lloyd - Seamus Lonergan - Renaldo Major - Derrick Mercer - Matt Morgan - Mike Morrison - Jared Newson - Jeremy Price - Darecko Rawlins - Steve Rich - Scott Scholtz - Llewellyn Smalley - Johnell Smith | - Julian Terrell - Matt Terwilliger - B.A.Walker - Kenneth Walker - Travis Wallace - Alex Wesby - Jeremiah Wood - Shawn Swords - Ty Harrelson - Michael Nurse - Andre Foreman - Clifton Jones - Jordan Henriquez - Jamahr Warren - Tim Whitworth |